# 大棠村

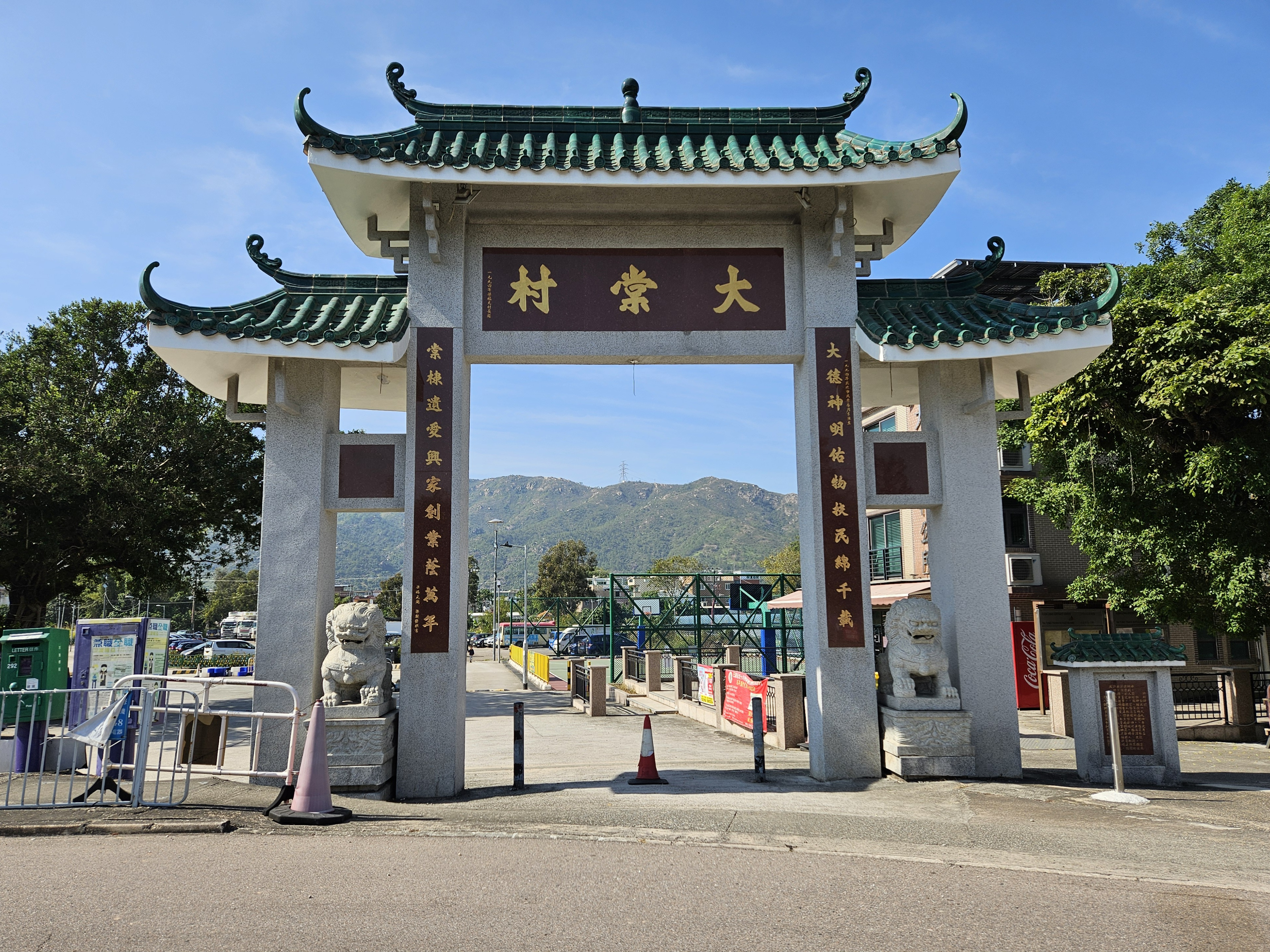
大棠村牌樓

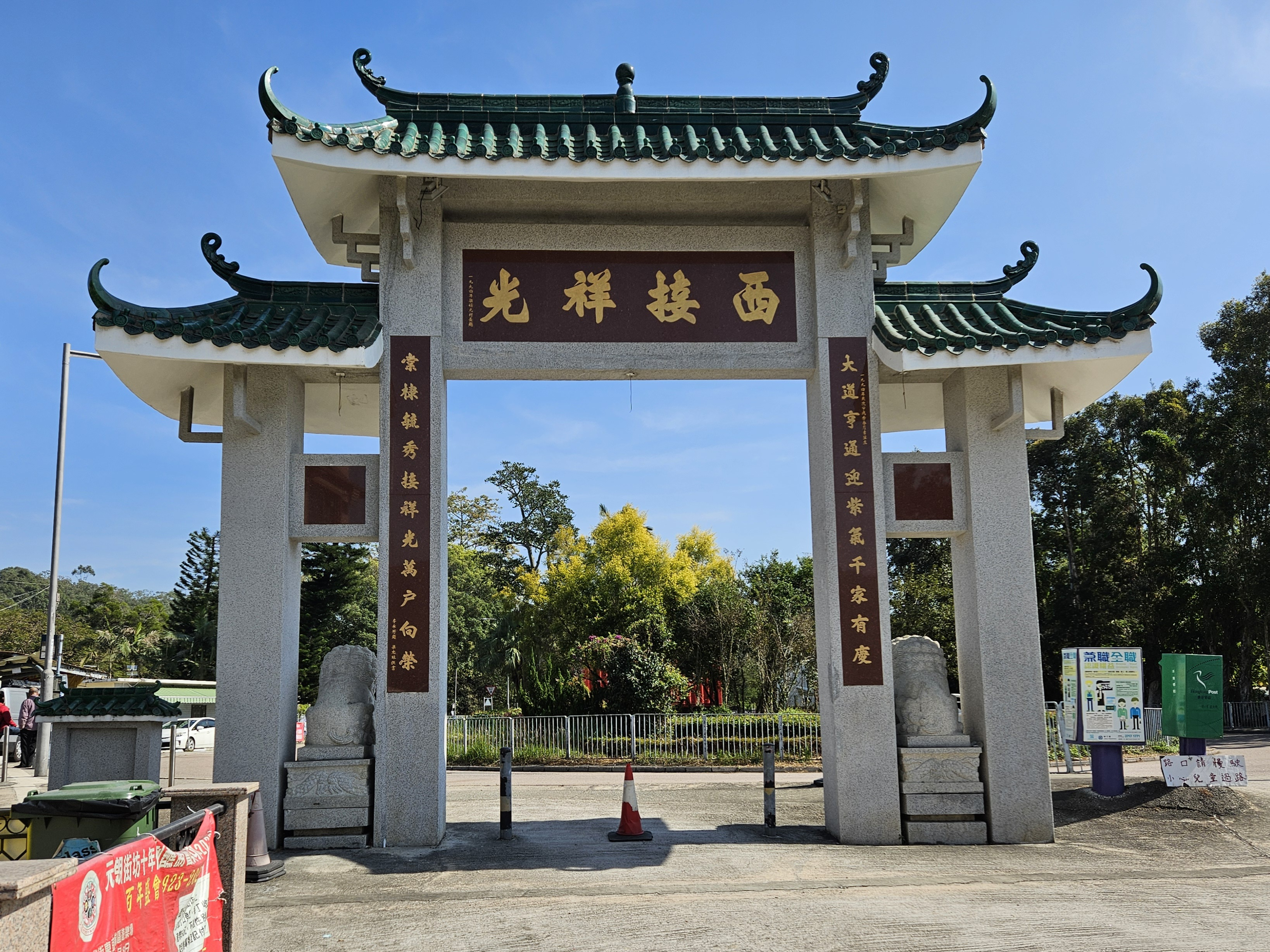
大棠村牌樓背面

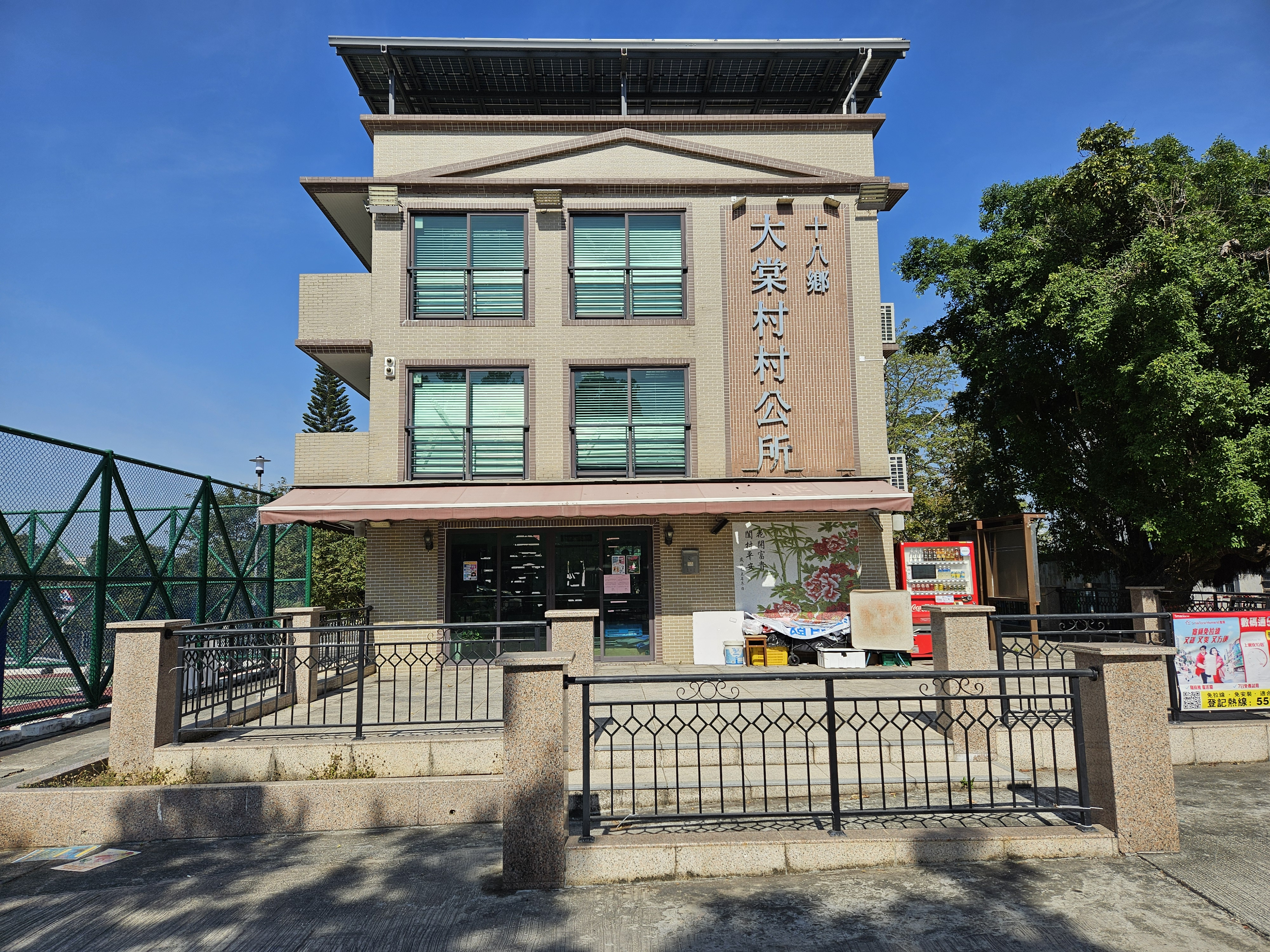
十八鄉大棠村村公所

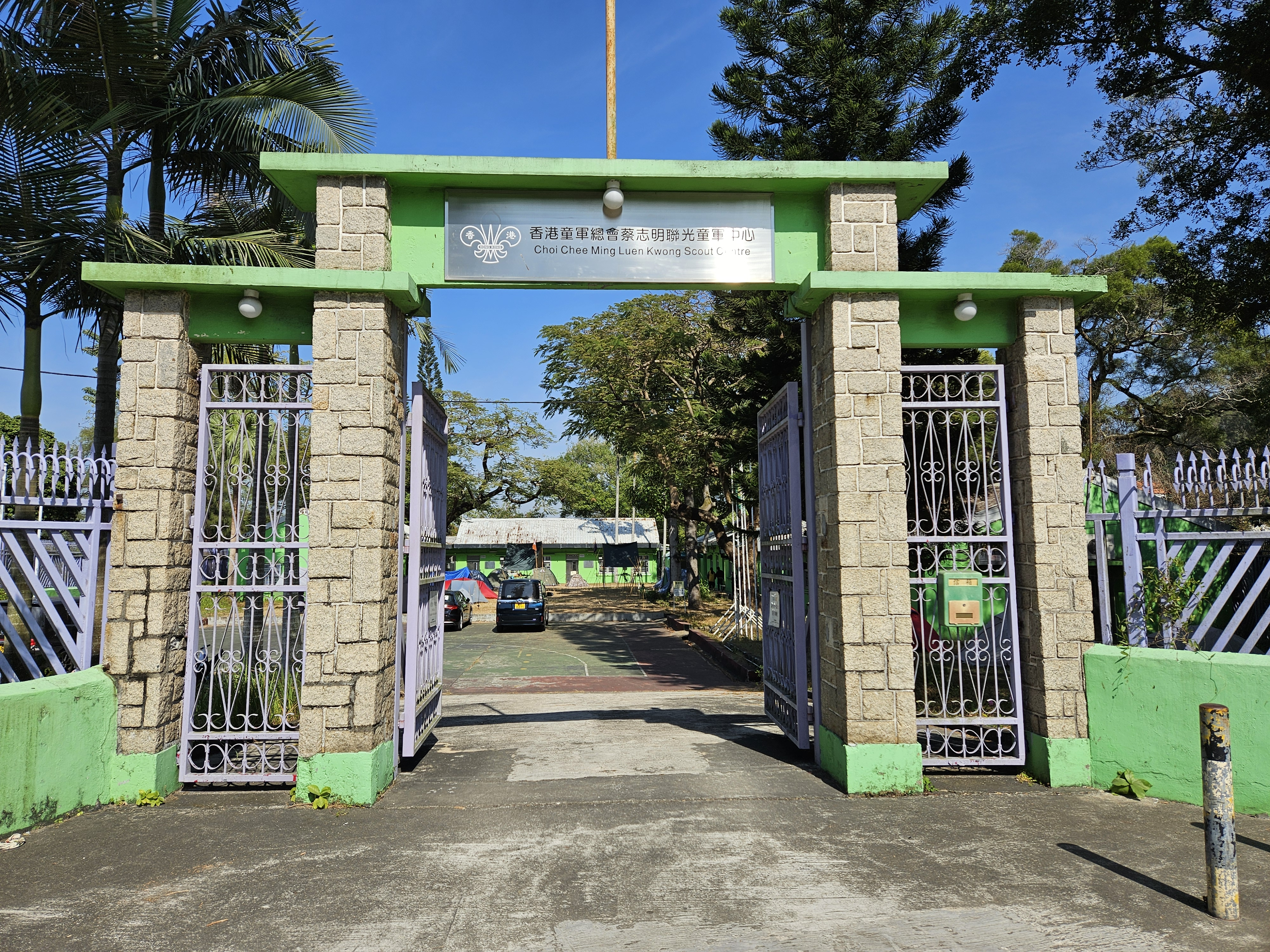
大棠村1號香港童軍總會蔡志明聯光童軍中心

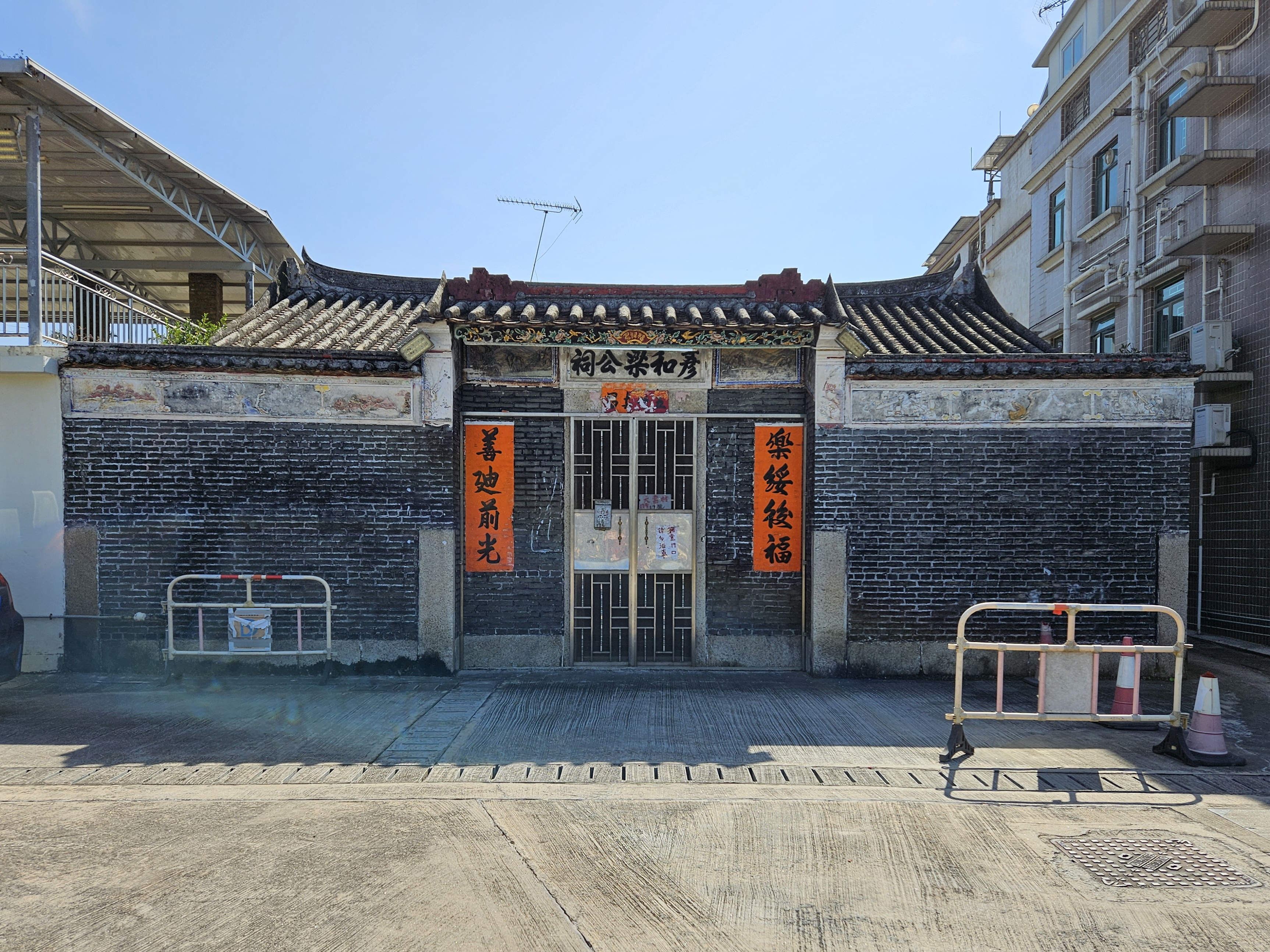
大棠村16至17號彥和梁公祠

大棠村是香港新界元朗區的一條原居民村落，村口建有一牌樓，位於大棠路的回旋處旁。牌樓上寫有對聯：「大德神明佑物扶民綿千載，棠棣遺愛興家創業蔭萬年」。
村民姓梁，先祖源於廣東東莞，在17世紀遷至新界，與元朗元崗村、屏山橫洲、屯門順風圍的居民同宗。現任村長為梁福元長子梁智峯。